# 心理言語学
心理言語学（しんりげんごがく、英: psycholinguistics）は、人間が言語を獲得する過程や、言語の認知処理、言語の生成過程や方言の出現など、言語学の中でも特に人間の心理的過程を研究する学問であり、言語学と心理学の学際分野である。
ノーム・チョムスキーの変形生成文法理論の展開によって大きく発展した。なお、心理学の立場からは「言語心理学」と呼ばれることがあるが、実質的な内容に大きな違いはない。